# Асют (област)
Асют (на арабски: أسيوط) е мухафаза в Централен Египет, разположена по протежение от 120 km по двата бряга на река Нил.
Граничи с областите Миня на север, Червено море на изток, Сухадж на юг и Уади ал Джадид на запад.
Административен център е град Асют.